# Double (fotbal)
Double ve fotbalové terminologii znamená, že stejný fotbalový klub vyhraje zároveň domácí ligu a národní pohár. Prvním na světě, komu se to podařilo, byl anglický tým Preston North End FC v roce 1889. V Anglii je double dodnes velmi ceněno, neboť Pohár FA má na rozdíl od evropského kontinentu srovnatelnou prestiž jako liga.

## Rekord
Týmem, který má nejvíc zisků double na světě, je Linfield FC ze Severního Irska — 23, poprvé roku 1891 a zatím naposledy 2012. Z českých klubů jej získal klub AC Sparta Praha (v roce 2007 pod vedením trenéra Michala Bílka a v roce 2014 pod Vítězslavem Lavičkou).. V roce 2019 pak získala double Slavia Praha pod vedením Jindřicha Trpišovského.

## Protektorát Čechy a Morava
- SK Slavia Praha (1941, 1942)
- AC Sparta Praha (1944)

## Československo
- AC Sparta Praha (1984, 1988, 1989)
- Dukla Praha (1961, 1966)
- FC Spartak Trnava (1971)
- ŠK Slovan Bratislava (1974)

## Česká republika
- AC Sparta Praha (2007, 2014, 2023)
- SK Slavia Praha (2019, 2021)

## Trenéři
Nejčastěji získal double Jock Stein: sedmkrát s Celtic FC.
Sven-Göran Eriksson je ojedinělý tím, že vybojoval double ve třech různých zemích s kluby:
- IFK Göteborg
- Benfica Lisabon
- Lazio Řím